# Furca (Disziplinarinstrument)
Die Furca (lat., zweizinkige Gabel) war ein seit der Antike, insbesondere im Römischen Reich, bekanntes Strafinstrument und wird durch zwei in der Form eines V zusammengefügten Hölzern gebildet, die so aufgelegt werden, dass die Gabelmitte gegen den Nacken der Bestraften drückt, während die Hände vorn an den Schenkeln der Furca festgebunden werden. Die Furca mussten Sklaven tragen, die ein Verbrechen begangen hatten, sowie Vatermörder und Staatsfeinde.
Ein ähnliches Instrument war das Patibulum, ein gerades, quer über die Schulter gelegtes Stück Holz, an dem die Hände des Gefangenen festgebunden wurden. Beide Strafen wurden öfter durch die Kreuzigung verstärkt, wobei der Gefangene entweder an eine doppelte Furca – in Gestalt eines X – gebunden oder mit dem Patibulum an einem Balken hinaufgezogen wurde.